# Noche de fuego
Noche de fuego es una película dramática mexicana de 2021, escrita y dirigida por Tatiana Huezo, basada en la novela de Jennifer Clement titulada Prayers for the Stolen  (2012). Tuvo su estreno el 15 de julio de 2021 en el Festival de Cine de Cannes, donde obtuvo una mención especial en la sección Un Certain Regard. Siguiendo su paso por diferentes festivales de cine en todo el mundo.
Fue preseleccionada por México para el Óscar al mejor largometraje internacional en los 94.º Premios de la Academia de Artes y Ciencias Cinematográficas. A nivel comercial en México se estrenó el 16 de septiembre de 2021.

## Sinopsis
En una aislada comunidad rural, cada cierto tiempo narcotraficantes que controlan la zona se llevan a alguna muchacha de manera violenta. Para evitar que sus hijas corran con esta suerte, las madres del pueblo toman medidas como cortarles el pelo para darles una apariencia masculina, crear escondites en sus casas para ocultarlas, y ser capaces de distinguir sonidos como ladridos de perros o motores de camionetas que delaten la presencia de narcotraficantes en las cercanías. Tres amigas: Ana, Paula y María han vivido toda su infancia acostumbradas a este ambiente. Ana, que vive sola con su madre Rita desde que su padre se fue a trabajar a Estados Unidos, constantemente se cuestiona el por qué de las cosas que pasan en el pueblo y frecuentemente entra en conflicto su deseo de vivir una infancia normal con los esfuerzos de su madre por mantenerla a salvo.   
Suceden varios eventos que muestran la realidad que se vive en la comunidad, como el asesinato de un maestro tras intentar indagar sobre los crímenes que se cometen, o el asesinato de un hombre durante el secuestro de su hija que obliga a su esposa a huir del pueblo. Años pasan y las niñas crecen. Tras asistir a una consulta para operar el labio leporino de María, las tres niñas acuden a una feria para ver participar en un rodeo a Margarito, hermano de María, y por quien Ana se ha sentido atraída desde la infancia. Habiendo crecido en el mismo ambiente dominado por el narcotráfico, Margarito poco a poco comienza a ser párticipe de actividades menores relacionadas con ello.   
Poco después, tras encontrar un cadáver en las cercanías de su casa, Rita decide enviar a Ana a vivir con su padre en Estados Unidos a pesar de la lejana relación que tienen, a lo cual ella protesta fuertemente. Un día, una camioneta llega a la casa de Ana a buscarla. Tras esconderla a ella y todas sus pertenencias justo a tiempo, su madre insiste en que sólo viven ahí ella y su hijo. A pesar de no estar muy convencido, el conductor de la camioneta y su acompañante se van tras disparar una ráfaga de balazos sobre la pared de la casa. Inmediatamente, Rita le ordena a Ana a empacar sus cosas para irse. Sin embargo, Ana corre hacia el pueblo tras escuchar la campana de la escuela. Ahí se encuentra con que los habitantes han comenzado a levantar un bloqueo en la entrada de la comunidad para intentar defenderse del narcotráfico tras el secuestro de otra muchacha, quien resulta ser su amiga María. En la última escena vemos a Ana, Paula y sus madres a bordo de una camioneta llena de gente que, al igual que ellas, busca huir del pueblo. Mientras se alejan, Ana y Paula cierran los ojos y tararean una melodía como solían hacer juntas desde niñas.  

## Reparto
- Mayra Batalla como Rita. Madre de Ana.
- Alejandra Camacho como Paula (adolescente).
- Camila Gaal como Paula (niña)
- Marya Membreño como Ana (adolescente).
- Ana Cristina Ordóñez González como Ana (niña)
- Memo Villegas como Leonardo.
- Norma Pablo cómo Luz.
- Giselle Barrera Sánchez como María (adolescente).
- Itzel Pérez como María (niña)
- Julián Guzmán Girón como Margarito (adolescente).
- José Estrada como Margarito (niño)
- Eileen Yáñez como Concha.
- Olivia Lagunas como Zulma.
- Teresa Sánchez como Helena.
- Andrés Chavero Medina como Joel.
- Gabriela Núñez como Artemia.
- David Illescar como Maestro.
- Daniela Arroio como Doctora.
- Nohelia Moreno Álvarez como Josefina.

## Festivales
- 15 de julio de 2021 - Festival de cine de Cannes.
- 9 de agosto de 2021 - Festival Internacional de Cine de Melbourne.
- 21 de agosto de 2021 - Festival Internacional de cine de Karlovy Vary.
- 20 de septiembre de 2021 - Festival de cine de San Sebastián.
- 24 de septiembre de 2021 - Festival de cine de Zúrich.
- 30 de septiembre de 2021 - Festival de cine de Nueva York.
- 8 de octubre de 2021 - Festival de cine de Busán.
- 14 de octubre de 2021 - Festival de cine de Londres.
- 17 de octubre de 2021 - Festival Internacional de cine de Chicago.
- 19 de octubre de 2021 - Festival Internacional de cine de Pingyao.
- 22 de octubre de 2021 - Festival Internacional de cine de Viena.
- 8 de noviembre de 2021 - Festival de cine de Sydney.
- 12 de noviembre de 2021 - Festival Internacional de cine de Estocolmo.
- 14 de noviembre de 2021 - Festival de cine del Caballo Dorado de Taipéi.
- 14 de noviembre de 2021 - AFI Fest.
- 28 de noviembre de 2021 - MoMa - Los contendientes.
- 11 de diciembre de 2021 - Premios Forque

## Premios y nominaciones
| Premio        | Categoría                   | Nominados                                      | Resultado | Ref.  |
| ------------- | --------------------------- | ---------------------------------------------- | --------- | ----- |
| Premios Ariel | Mejor película              | Noche de fuego                                 | Ganador   | [ 5 ] |
| Premios Ariel | Mejor dirección             | Tatiana Huezo                                  | Nominada  | [ 5 ] |
| Premios Ariel | Mejor actriz                | Ana Cristina Ordóñez                           | Nominada  | [ 5 ] |
| Premios Ariel | Mejor coactuación femenina  | Eileen Yáñez                                   | Nominada  | [ 5 ] |
| Premios Ariel | Mejor coactuación femenina  | Mayra Batalla                                  | Ganadora  | [ 5 ] |
| Premios Ariel | Mejor coactuación femenina  | Norma Pablo                                    | Nominada  | [ 5 ] |
| Premios Ariel | Mejor coactuación masculina | Memo Villegas                                  | Nominado  | [ 5 ] |
| Premios Ariel | Mejor revelación actoral    | Alejandra Camacho                              | Nominada  | [ 5 ] |
| Premios Ariel | Mejor revelación actoral    | Giselle Barrera                                | Nominada  | [ 5 ] |
| Premios Ariel | Mejor guion adaptado        | Tatiana Huezo                                  | Ganadora  | [ 5 ] |
| Premios Ariel | Mejor fotografía            | Dariela Ludlow                                 | Ganadora  | [ 5 ] |
| Premios Ariel | Mejor vestuario             | Úrsula Schneider                               | Nominada  | [ 5 ] |
| Premios Ariel | Mejor maquillaje            | Roberto Ortiz, Ana Flores                      | Ganadores | [ 5 ] |
| Premios Ariel | Mejor diseño de arte        | Oscar Tello                                    | Nominado  | [ 5 ] |
| Premios Ariel | Mejor edición               | Miguel Schverdfinger                           | Nominado  | [ 5 ] |
| Premios Ariel | Mejores efectos visuales    | Miguel De Hoyos                                | Nominado  | [ 5 ] |
| Premios Ariel | Mejores efectos especiales  | Ricardo Arvizu Jr.                             | Ganador   | [ 5 ] |
| Premios Ariel | Mejor música original       | Leonardo Heiblum, Jacobo Lieberman             | Nominados | [ 5 ] |
| Premios Ariel | Mejor sonido                | Lena Esquenazi, Federico G. Jordan, Paulo Gama | Ganadores | [ 5 ] |